# Moroyama (Saitama)
Moroyama (jap. 毛呂山町, -machi) ist eine Stadt im Zentrum der Präfektur Saitama.

## Geografie
Moroyama liegt westlich von Kawagoe und nördlich von Hannō.

## Verkehr
- Zug:
  - JR Hachikō-Linie, nach Hachioji oder Takasaki
  - Tōbu Ogose-Linie

## Angrenzende Städte und Gemeinden
- Sakado
- Hidaka
- Hannō
- Ogose
- Hatoyama

## Persönlichkeiten
- Daiya Seto (* 1994), Schwimmer